# Zmeevo, Dobrici
Zmeevo (în bulgară Змеево, în română Ilanlâc, apoi Șerpeni) este un sat în comuna Balcik, regiunea Dobrici, Dobrogea de Sud, Bulgaria. 
Între anii 1913-1940 a făcut parte din plasa Casim a județului Caliacra, România. Majoritatea locuitorilor erau români.

## Demografie
Componența etnică a satului Zmeevo
     Bulgari (95,84%)
     Nicio identificare (4,15%)
     Altele (0%)
La recensământul din 2011, populația satului Zmeevo era de 289 locuitori. Din punct de vedere etnic, majoritatea locuitorilor (95,84%) erau bulgari. Pentru 4,15% din locuitori nu este cunoscută apartenența etnică.